# Капеллони, Лоренцо
Лоренцо Капеллони (итал. Lorenzo Capelloni; 1510—1590) — итальянский новеллист и юрист.
В 1576 году принимал участие в составлении новых генуэзских законов.
Автор жизнеописания генуэзского адмирала Андреа Дориа («Vita del principe Andrea Doria», 1565) и книги «Разнообразные беседы Лоренцо Капеллони…» (итал. «Ragionamenti varii di Lorenzo Capelloni etc.»; 1577, французский перевод 1595), в которой говорится о генуэзской истории, в частности, о генуэзских поселениях в Африке и на Ближнем Востоке, а также об открытии Америки, которое автор характеризует как весьма вредное для европейской экономики из-за неумеренного притока из Америки золота и серебра.